# باناتسکو نووو سلو
باناتسکو نووو سلو (به صربی: Banatsko Novo Selo) یک روستا در صربستان است که در Pančevo Municipality واقع شده‌است. باناتسکو نووو سلو ۹۸٫۹۵ کیلومتر مربع مساحت و ۷٬۰۸۹ نفر جمعیت دارد و ۱۰۵ متر بالاتر از سطح دریا واقع شده‌است.